# 袋鼴科
袋鼴科（學名：Notoryctidae）為有袋類袋鼴目下的唯一一科，包含了現存的袋鼴及其已滅絕的近親。

## 分類學
現存的袋鼴主要棲息於平原及沙丘的地底下，包含了現存唯一的袋鼴屬及兩個物種，分別為托氏袋鼴（當地人稱為「kakarratul」）及南方袋鼴（當地人稱為「itjaritjari」）。
除了袋鼴屬外，袋鼴科還包含了已滅絕的Naraboryctes，化石出土於昆士蘭州里弗斯利。

## 描述
袋鼴目推測於很早期就與其他有袋類演化支分歧，並演化成專精於沙中獵食的物種。現存的袋鼴眼睛與外耳已經退化、鼻增厚且口縮小、並透過長爪於沙中挖掘穿梭。牠們的外型與胎盤動物的鼴鼠及金鼴十分類似，也因此得名「袋鼴」。
袋鼴科的齒列為I1-5/1-3, C1/1, P1-3/1-3, M1-4/1-4。